# Charops obscurior
Charops obscurior är en stekelart som beskrevs av Per Abraham Roman 1910. Charops obscurior ingår i släktet Charops och familjen brokparasitsteklar. Inga underarter finns listade i Catalogue of Life.